# The Plight of Clownana
The Plight of Clownana (em português: "A condição do Palhaço-Banana") é um filme de curta-metragem, dirigido, produzido, escrito e narrado por Chris Dowling. Foi Premiado em Newport Beach Film Festival's Audience Award for Best Short Film - 2004.

## Elenco
- Danny Adams	 ...	Ishamel/Clownana
- Al 'Boogie' Lewis	 ...	Dildo Man
- Nicole Bilderback	 ...	Katie Rosenbaum
- Tom Choi
- Danneel Harris	 ...	Fã de Dildo Man
- Susan Lay
- Joy Hadnott
- Michael Ray Clark
- Joe Gieb	 ...	Testicle
- Steve Babiar	 ...	Testicle
- Jensen Ackles	 ...	Punk #1
- Riley Smith	 ...	Punk #2
- Kristoffer Polaha	 ...	Punk #3
- Christian Kane	 ...	Punk #4
- Chris Dowling	 ...	Narrador (voz)

## Enredo
Ishamel se veste de palhaço-banana (clown+banana), mascote dançarino de uma sorveteria. Ele fica observando a condição dos Clownana se deveria tirar alguma lição de vida profunda. Seu pensamento é narrado com profunda sinceridade do escritor-diretor-produtor Chris Dowling, de forma poética mais frequentemente ouvida em um elogio, Ishamel está lutando com o sentido da vida, e qual o valor que um homem pode ter.  
Embora seja incerto se a condição dos Clownana é bem sucedido em transmitir qualquer pérolas de sabedoria, não há dúvida de que ele é bem sucedido em fazer as pessoas rirem. 
Ishamel, interpretado por Danny Addams como se vivesse em um concerto sozinho, imbuiu seu trabalho como um vendedor ambulante de frios com grande significado. Mas tudo desmorona quando a loja Boutique Sexasaurus produz seu próprio mascote dançarino, Dildo Man, interpretado por Al 'Boogie' Lewis. 
A situação é, basicamente, bem humorada. A sensação nostálgica é intensificada quando o Clownana se prepara um dance-off de "What a Feeling". 